# Maurice Magalon
Maurice Magalon est un acteur français.

## Filmographie
- 1956 : Fernand cow-boy de Guy Lefranc
- 1957 : Le rouge est mis de Gilles Grangier : le médecin
- 1958 : Les Vignes du Seigneur de Jean Boyer : un badaud
- 1958 : La Bonne Tisane : le vérificateur de passeports
- 1960 : Le Cercle vicieux de Max Pécas
- 1961 : Dynamite Jack de Jean Bastia
- 1963 : La Ronde de Roger Vadim
- 1964 : La Peau douce de François Truffaut
- 1964 : Cherchez l'idole de Michel Boisrond : un agent de police
- 1965 : Le Majordome de Jean Delannoy
- 1967 : Deux billets pour Mexico de Christian-Jaque : Pierre
- 1967 : Le Samouraï de Jean-Pierre Melville : un policier

1965 déclic et des claques de Philippe clair un figurant